# Nawabganj
Nawabganj là một thành phố và là nơi đặt ban đô thị (municipal board) của quận Bareilly thuộc bang Uttar Pradesh, Ấn Độ.

## Địa lý
Nawabganj có vị trí 26°52′B 82°08′Đ / 26,87°B 82,13°Đ Nó có độ cao trung bình là 93 mét (305 feet).

## Nhân khẩu
Theo điều tra dân số năm 2001 của Ấn Độ, Nawabganj có dân số 30.601 người. Phái nam chiếm 52% tổng số dân và phái nữ chiếm 48%. Nawabganj có tỷ lệ 48% biết đọc biết viết, thấp hơn tỷ lệ trung bình toàn quốc là 59,5%: tỷ lệ cho phái nam là 57%, và tỷ lệ cho phái nữ là 39%. Tại Nawabganj, 18% dân số nhỏ hơn 6 tuổi.